# Wahyu Rudi Astadi
Wahyu Rudi Astadi, más conocido también como Odie (Jember, 1 de junio de 1971), es un cantante de género pop, compositor y actor indonesio.
Se unió al Proyecto P-1995 (Proyecto inicial de ascenso de categoría P-instalación). Con canciones o temas musicales jamás escritos y compuestos entre otros, como "robo" (Álbum Pop del proyecto I), "Keramas" (Álbum Pop del proyecto II), "los 70" (Álbum Pop del proyecto II), "Cilok" (El amor en la localización dangdut). También brindo su apoyo al programa de televisión "Project-P" ('94-'96 SCTV), "Familia Cilaki" (SCTV '97), "Proyecto Show" (Indosiar '99), "Dinastía Poe" (Indosiar '00), "Paras" (RCTI '98), y "Joged" (RCTI '00).
Actualmente está casado con Gita Dwi Lestari, que contrajo nupcias el 22 de enero de 2006. De este matrimonio fueron bendecidos con un hijo llamado Raanan Aidil Tradita, nacido el 29 de octubre de 2006.